# 얌 운센
얌 운센(태국어: ยำวุ้นเส้น)은 시원한 당면과 새콤달콤한 소스를 버무려 만드는 태국의 당면 샐러드이다.

## 이름
태국어 "얌 운센(ยำวุ้นเส้น)"은 "당면 샐러드"라는 뜻이다. "얌(ยำ)"은 "섞다", "비비다"를 뜻하는 말로, 태국식 샐러드의 일종이다. "운센(วุ้นเส้น)"은 "당면"을 가리키는 말로, "운(วุ้น)"은 "우무"나 "젤리"를, "센(เส้น)"은 "국수"를 뜻한다.

## 같이 보기
- 라카인 몬 디
- 파스타 샐러드